# Сидоренко Володимир Петрович
Володимир Петрович Сидоренко (нар. 23 вересня 1976, Енергодар) — український боксер-професіонал, що виступав в легшій (Bantamweight) ваговій категорії. Бронзовий призер літніх олімпійських ігор 2000, чемпіон Європи (1998, 2000), срібний призер чемпіонату світу (2001), чемпіон світу за версією WBA (2005—2008).
Заслужений майстер спорту України.
Володимир — брат-близнюк Валерія Сидоренко, теж боксера, чемпіона Європи серед любителів.
Перший тренер — Манзуля Володимир Романович.

## Біографія
Володимиру, як і його брату Валерію, захоплення спортом з ранніх років прищепив батько — Петро Петрович, який працював в той час тренером по боротьбі самбо. Після того, як батько завершив тренерську роботу, брати перейшли в секцію боротьби дзюдо, а потім в секцію вільної боротьби. Боксерська кар'єра братів почалась в 1988 році, в 12-річному віці, коли школа боксу в Енергодарі була однією з найкращих в області. Брати попали до рук молодого, але вже досить досвідченого тренера Володимира Романовича Манзулі, який побачив в хлопцях талант і виховав в них дух справжніх чемпіонів. «Спочатку бокс був лише захопленням», — згадував Володимир. «Але тренер поступово підвів нас до того, що бокс — це спорт. Дехто приходив на заняття, отримував но носі і більше не повертався. А тренер вчив нас захищатися. У нас були дуже гарні і складні тренування. Ми цілком віддавали себе боксу».
Після численних зборів, тренувань і вдалих виступів на змаганнях брати в 1993 році попадають до складу національної збірної України. А через рік призиваються в армію, у київську 220-ту спортроту Центрального Спортивного Клуба Армії (ЦСКА). Тренер спортклубу Вадим Олексійович Золотарьов був другом Володимира Романовича і вони, в тренерському тандемі почали тренувати братів Сидоренко до завершення їх любительської кар'єри.

## Аматорська кар'єра
За роки служби брати Сидоренко взяли участь у 4-ох чемпіонатах світу серед військовослужбовців. Володимир на 3-ох чемпіонатах світу став чемпіоном: в 1995 році в Італії, в 1997 році в США, в 1999 році в Німеччині. За час любительської кар'єри Володимир ставав переможцем матчевих зустрічей США — Україна і Україна — Куба. На чемпіонаті світу 1997 програв в першому бою Ігорю Самойленко (Молдова) — 6-7. 1998 року в Мінську (Білорусь) і 2000 року в Тампере (Фінляндія) Володимир став чемпіоном Європи.

### Чемпіонат Європи 1998
- В 1/8 фіналу переміг Даніеля Заячковського (Польща) — 8-1
- В 1/4 фіналу переміг Агасі Агагюльогли (Туреччина) — 5-4
- В півфіналі переміг Рамаза Газашвілі (Грузія) — 3-1
- В фіналі переміг Ільфата Рязапова (Росія) — 5-0

На чемпіонаті світу 1999 переміг в 1/8 Равката Єралієва (Узбекистан), а в 1/4 поступився румуну Вальдемару Кукеряну.

### Чемпіонат Європи 2000
- В 1/4 фіналу переміг Халіл Ібрагім Турана (Туреччина) — 7-3
- В півфіналі переміг Севдаліна Христова (Болгарія) — 9-1
- В фіналі переміг Богдана Добреску (Румунія) — 9-1

Володимир Сидоренко взяв участь в Літніх Олімпійських іграх 2000 в Сіднеї (Австралія), де був капітаном Олімпійської збірної України по боксу. У ваговій категорії до 51 кг він став бронзовим призером.
Олімпійські ігри 2000
- 1/16 фіналу. Переміг Даніеля Понсе (Мексика) 16-8
- 1/8 фіналу. Переміг Омара Нарваеса (Аргентина) 16-10
- 1/4 фіналу. Переміг Анджея Ржаного (Польща) RSC
- 1/2 фіналу. Програв Віджану Понлід (Таїланд) 11-14

Виступив на чемпіонаті світу 2001 року в Белфасті (Ірландія), де став срібним призером.

### Чемпіонат світу 2001
- В 1/16 фіналу переміг Ліама Канінгема (Ірландія)
- В 1/8 фіналу переміг Маікро Ромеро (Куба) — 21-20
- В 1/4 фіналу переміг Вардана Закаряна (Німеччина) — 34-24
- В півфіналі переміг Георгія Балакшина (Росія) — 25-6
- В фіналі програв Жерому Тома (Франція) — 29-38

## Професіональна кар'єра
В кінці 2001 року Володимир підписав контракт з професійним клубом «UNIVERSUM-BOX-PROMOTION», де почалася його професіональна кар'єра.
18 травня 2004 року завдав поразки до того непереможному ганцю Джозефу Агбеко.
26 лютого 2005 року в бою проти мексиканця Хуліо Зарате виборов вакантний пояс WBA в легшій вазі, який успішно захистив шість разів.
15 липня 2005 року завдав першої поразки до того непереможному тайському боксеру Пунсовату Кратінгдаєнгджіму.
Втратив титул чемпіона 31 травня 2008 року в бою проти панамця Ансельмо Морено. 2 травня 2009 року в реванші знов зазнав поразки від Морено, не зумівши повернути звання чемпіона.

## Турнір на призи братів Сидоренків
Разом з братом-близнюком заснував щорічний Турнір на призи братів Сидоренків. Перші три турніри були проведені в м. Енергодар. З 2008 року проводилися восени в м. Севастополь.

## Після завершення виступів
У 2000-х та на початку 2010-х років жив у місті Севастополь, де відкрив школу боксу братів Сидоренків. Кілька років провів у Києві, працював генеральним секретарем Київської міської федерації боксу.
З 05.04.2017 в.о. директора Державного підприємства «Інформаційно-аналітичний центр», засновником якого є Міністерство молоді та спорту України.
З 22.04.2019 в.о. директора Державного підприємства «Спортивна аптека».
На місцевих виборах в Україні 2020 балотувався в мери Енергодару.
Указом від 12 червня 2023 року Президент України Володимир Зеленський позбавив Володимира Сидоренка державної стипендії. Причина в Указі не вказана, але в пресі зазначається, що Володимир під час повномасштабної війни живе в окупованому Криму, в Севастополі.

## Особисте життя
Одружений зі Шпаковською Наталією Федорівною, має сина Сидоренко Платона Володимировича та доньку Сидоренко Софію Володимирівну. Усі є громадянами Росії.

## Державні нагороди
- Орден «За заслуги» III ст — За досягнення вагомих спортивних результатів на XXVII літніх Олімпійських іграх в Сіднеї.[10]